# Jonathan B. Imber
Jonathan B. Imber (* 18. Februar 1952) ist ein US-amerikanischer Soziologe und Hochschullehrer, der insbesondere durch seine Sozialstudien Abortion and the Private Practice of Medicine (1986) und Trusting Doctors: The Decline of Moral Authority in American Medicine (2008) bekannt wurde.

## Leben
Jonathan B. Imber begann nach dem Schulbesuch zunächst ein grundständiges Studium an der Brandeis University, das er nach einem Studienaufenthalt von 1972 bis 1973 an der London School of Economics (LSE) 1974 mit einem Bachelor of Arts (A.B.) beendete. Ein darauf folgendes postgraduales Studium der Soziologie an der University of Pennsylvania schloss er 1975 mit einem Master of Arts (M.A. Sociology) ab. 1979 erwarb er zu dem einen Doctor of Philosophy (Ph.D.) im Fach Soziologie an der University of Pennsylvania. Nachdem er zwischen 1980 und 1981 als Assistenzprofessor (Assistant Professor) Soziologie an der Lehigh University unterrichtet hatte, hat er seit 1981 die „Jean Glasscock“-Professor für Soziologie am Wellesley College. Er war zwischen 1987 und 1990 sowie erneut von 2001 bis 2005 Leiter der Abteilung Soziologie des Wellesley College. Er engagiert sich zudem als Mitglied der American Association for the History of Medicine (AAHM), der American Sociological Association (ASA), der Eastern Sociological Society sowie als Trustee der Horowitz Foundation for Social Policy.
In seinem 2008 erschienenen Buch Trusting Doctors. The Decline of Moral Authority in American Medicine führte Jonathan Imber die Entwicklung des Vertrauens der Patienten in Ärzte auf die Inspiration und den Einfluss protestantischer und katholischer Geistlicher im 19. und frühen 20. Jahrhundert zurück. Mehr als ein Jahrhundert lang bestand die amerikanische Ärzteschaft darauf, dass Ärzte eine strenge Ausbildung in medizinischer Wissenschaft erhielten und sich der Berufsethik verpflichtet fühlten. Er erklärte, dass mit dem Schwinden des Einflusses der Geistlichen und der zunehmenden Abhängigkeit von der Medizintechnik das Vertrauen der Patienten in die Ärzte stetig abnahm. In dem Buch diskutierte er die Betonung, die protestantische Geistliche auf die Berufung des Arztes legten, den Fokus, den katholische Moralisten auf spezifische Dilemmata legen, mit denen sie in der täglichen medizinischen Praxis konfrontiert sind und den Verlust unangefochtener Autorität, den Ärzte nach dem Zweiten Weltkrieg erlebten, als Ärzte eher für ihre technische Kompetenz als für ihre persönliche Integrität geschätzt wurden. Er zeigte, wie der Klerus nach und nach seinen Einfluss auf die Definition des moralischen Charakters des Arztes verlor und wie Kritiker der Medizin zu einem Rückgang des Vertrauens der Patienten beitrugen. Er argumentierte, dass die Zukunft für ein erneuertes Vertrauen in Ärzte mit noch größeren Herausforderungen konfrontiert sein wird, da die moderne Medizin durch Spezialisierung, schnellen medizinischen Fortschritt, gewinnorientierte Industrie und immer ängstlichere Patienten definiert wird. Des Weiteren gab er in dem Buch Einblicke in die religiösen Grundlagen der Arzt-Patient-Beziehung und warf kritische Fragen über den endgültigen Platz des Arztberufs im US-amerikanischen Leben und in der amerikanischen Kultur auf.

## Veröffentlichungen
- Abortion and the private practice of medicine, Yale University Press, New Haven 1986, Neuauflage New Brunswick 2017
- The feeling intellect. Selected writings, Mitautor Philip Rieff, University of Chicago Press, Chicago 1990
- Tomáš Garrigue Masaryk. Constructive sociological theory, Mitautor Alan Woolfolk, Transaction Publishers,  New Brunswick 1994
- Studying elites using qualitative methods, Mitautorin Rosanna Hertz, Sage Publications, Thousand Oaks, 1995
- Searching for science policy, Transaction Publishers,  New Brunswick 2002
- In search of the nonprofit sector, Mitautor Peter Frumkin, Transaction Publishers,  New Brunswick 2004
- Therapeutic culture. Triumph and defeat, Transaction Publishers,  New Brunswick 2004
- Markets, morals & religion, Transaction Publishers, New Brunswick 2008
- Trusting doctors. The decline of moral authority in American medicine, Princeton University Press, Princeton 2008